# Almost a King (film 1915 Christie)
Almost a King è un cortometraggio muto del 1915 scritto e diretto da Al Christie.

## Produzione
Il film fu prodotto dalla Nestor Film Company.

## Distribuzione
Distribuito dall'Universal Film Manufacturing Company, il film - un cortometraggio in due bobine - uscì nelle sale cinematografiche statunitensi il 2 maggio 1915.